# Cassine orientalis
Cassine orientalis é uma espécie de árvore de copa alta endêmica das ilhas Mascarenhas de Maurício, Reunião e Rodrigues.
Em suas ilhas nativas a árvore tem sido severamente superexplorada para extração de sua valiosa madeira avermelhada. Exemplares adultos atingem até 20 metros de altura. Os frutos se assemelham a pequenas azeitonas.